# Buzancy (Aisne)
Buzancy é uma comuna francesa na região administrativa de Altos da França, no departamento de Aisne. Estende-se por uma área de 4,75 km². Em 2010 a comuna tinha 196 habitantes (densidade: 41,3 hab./km²).